# L.U.C.A.: The Beginning
L.U.C.A.: The Beginning (Hangul: 루카: 더 비기닝, RR: Ruka: Deo Bigining) es una serie de televisión surcoreana transmitida desde el 1 de febrero del 2021 hasta el 9 de marzo de 2021, a través de tvN.

## Sinopsis
La serie se basa en la propuesta de Charles Darwin de que todas las especies de vida han descendido a lo largo del tiempo de un único ancestro común.
Ji-oh, es un hombre que rara vez revela sus emociones a los demás, tiene un poder especial y un secreto, pero no sabe quién es realmente. Mientras intenta encontrar respuestas a numerosas preguntas que lo rodean, es perseguido por misteriosas figuras que intentan detenerlo.
Por otro lado, Goo-reum es una detective cuyos padres desaparecieron cuando ella era pequeña. Persigue la verdad detrás de la desaparición de sus padres y cuando decide el curso que debe seguir para llegar a su meta, no cambia pase lo que pase.
Cuando ambos se conoce, sus vidas cambian y en el proceso Ji-oh comienza a confiar en Goo-reum.

## Reparto

### Personajes principales[10]
| Actor                   | Personaje                | N.º de episodios | Notas |
| ----------------------- | ------------------------ | ---------------- | --- |
| Kim Rae-won Oh Han-kyul | Ji-oh / Z-0              | 12 2-3           | Es un hombre callado que es lanzado al mundo sin una sola pista de quién es o quién tiene una "fuerza" o "secreto" diferente a comparación de la gente en común. Más tarde se enamora de Ha Neul-ae-goo-reum con quien se casa y tiene un bebé. |
| Lee Da-hee Seo Eun-sol  | Det. Ha Neul-ae-goo-reum | 12 2-3           | Es una dedicata oficial quien mientras investiga la corrupción de un oficial superior es transferida a la Unidad de Investigación de Crímenes Mayores. Más tarde comienza una relación con Ji-oh, con quien se casa y tiene un bebé.            |
| Kim Sung-oh             | Lee-son                  | -                | |

### Personajes secundarios
| Actor          | Personaje      | N.º de episodios | Notas |
| -------------- | -------------- | ---------------- | --- |
| Kim Sang-ho    | Choi Jin-hwan  | -                | Es un miembro de la estación de policía de Jooan y el líder del equipo de la División de Investigación Criminal Mayor. Es el jefe de Ha Neul-ae-goo-reum, y aunque la favorce también es estricto y severo con ella para ayudarla a mejorar. Más tarde traiciona a Ha Neul-ae-goo-reum y se revela que en realidad es un detective corrupto que está trabajando como espía para Kim Cheol-soo. |
| Ahn Nae-sang   | Ryu Joong-kwon | -                | Es un miembro del proyecto L.U.C.A. |
| Jin Kyung      | Hwang Jung-ah  | -                | Es una miembro del proyecto L.U.C.A. |
| Park Hyuk-kwon | Kim Cheol-soo  | -                | Es un miembro del proyecto L.U.C.A. que ha cometido numerosas fechorías por su propia ambición. |
| Hwang Jae-yeol | Kim Yoo-cheol  | -                | Es un miembro de la estación de policía de Jooan. |
| Jung Da-eun    | Choi Yoo-na    | -                | Es una exmiembro de las fuerzas especiales que forma parte del mismo equipo de resolución de Lee-son. |
| Lee Joong-ok   | Kim Hwang-shik | -                | Es un miembro del equipo de Lee-son. |
| Kim Min-gwi    | Kim Tae-oh     | -                | Es un miembro del equipo de Lee-son. |
| Ahn Chang-hwan | Won-yi         | -                | Es un conocido de Ji-oh. |
| Lee Hae-young  | Oh Jong-hwan   | -                | |
| Han Kyu-won    | Kim Jin-soo    | -                | |

### Otros personajes
| Actor         | Personaje     | N.º de episodios | Notas            |
| ------------- | ------------- | ---------------- | ---------------- |
| Go Jin-soo    | -             | -                | Es un detective. |
| Moon Jung-dae | -             | -                | Es un detective. |
| Lee Joong-ok  | Kim Hwang-sik |                  |                  |

### Apariciones especiales
| Actor         | Personaje      | Episodio donde apareció | Notas |
| ------------- | -------------- | ----------------------- | --- |
| Lee Won-jong  | Kim Man-shik   | 1                       | Es un colega de Ji-oh en "Dagyeong Resources". |
| Lee Yong-nyeo | Hermana Stella | 3-4                     | Es una monja. |
| Jung Eun-chae | Jung           | 8-10                    | Es la inspectora en jefe del equipo de inspección del Servicio Nacional de Inteligencia. Trabaja con Hwang Jung-ah con el pretexto de anticuerpos. |

## Episodios
La serie está conformada por doce episodios, los cuales fueron emitidos todos los lunes y martes a las 21:00 (KST).

### Ratings
Los números en color rojo indican las calificaciones más bajas, mientras que los números en azul indican las calificaciones más altas.
| Episodio | Fecha de emisión      | Participación promedio de audiencia | Participación promedio de audiencia |
| Episodio | Fecha de emisión      | Nacional                            | Seúl                                |
| -------- | --------------------- | ----------------------------------- | ----------------------------------- |
| 1        | 1 de febrero de 2021  | 5.371% (1.ª)                        | 6.099% (1.ª)                        |
| 2        | 2 de febrero de 2021  | 5.802% (1.ª)                        | 6.782% (1.ª)                        |
| 3        | 8 de febrero de 2021  | 5.794% (1.ª)                        | 6.596% (1.ª)                        |
| 4        | 9 de febrero de 2021  | 5.811% (1.ª)                        | 6.392% (1.ª)                        |
| 5        | 15 de febrero de 2021 | 5.348% (1.ª)                        | 6.237% (1.ª)                        |
| 6        | 16 de febrero de 2021 | 5.676% (1.ª)                        | 6.301% (1.ª)                        |
| 7        | 22 de febrero de 2021 | 5.670% (1.ª)                        | 6.085% (1.ª)                        |
| 8        | 23 de febrero de 2021 | 6.118% (1.ª)                        | 7.005% (1.ª)                        |
| 9        | 1 de marzo de 2021    | 6.228% (1.ª)                        | 6.535% (1.ª)                        |
| 10       | 2 de marzo de 2021    | 6.299% (1.ª)                        | 6.939% (1.ª)                        |
| 11       | 8 de marzo de 2021    | 5.491% (1.ª)                        | 6.173% (1.ª)                        |
| 12       | 9 de marzo de 2021    | [ 28 ]                              |                                     |
| Promedio | Promedio              | -                                   | -                                   |

## Música
El OST de la serie está conformado por las siguientes canciones:

### Parte 1
| No. | Intérprete    | Canción             | Letra         | Música        | Duración |
| --- | ------------- | ------------------- | ------------- | ------------- | -------- |
| 1   | Sunwoo Jung-a | "Your Eyes"         | Jayins y Naiv | Jayins y Naiv | 3:39     |
| 2   |               | "Your Eyes" (Inst.) | -             | Jayins y Naiv | 3:39     |

### Parte 2
| No. | Intérprete | Canción        | Letra                   | Música                                   | Duración |
| --- | ---------- | -------------- | ----------------------- | ---------------------------------------- | -------- |
| 1   | Jemma      | "LUCA"         | Choi Jung-in y Safira.K | Choi Jung-in y Jung Sung-min (de POPKID) | 3:20     |
| 2   |            | "LUCA" (Inst.) | -                       | Choi Jung-in y Jung Sung-min (de POPKID) | 3:20     |

### Parte 3
| No. | Intérprete | Canción                                | Letra         | Música                                   | Duración |
| --- | ---------- | -------------------------------------- | ------------- | ---------------------------------------- | -------- |
| 1   | Lee Da-hee | "Your Eyes" (versión acústica)         | Jayins y Naiv | Jayins y Naiv                            | 3:42     |
| 2   |            | "Your Eyes" (versión acústica) (Inst.) | -             | Choi Jung-in y Jung Sung-min (de POPKID) | 3:42     |

### Parte 4
| No. | Intérprete | Canción        | Letra                     | Música                                      | Duración |
| --- | ---------- | -------------- | ------------------------- | ------------------------------------------- | -------- |
| 1   | KLANG      | "Gone"         | Choi Jung-in, DANI y Haru | Choi Jung-in, Park Geun-chul y Jung Soo-min | 3:42     |
| 2   |            | "Gone" (Inst.) | -                         | Choi Jung-in, Park Geun-chul y Jung Soo-min | 3:42     |

## Producción
La serie fue creada por Studio Dragon tvN y Production Plan, también es conocida como "L.U.C.A.", "Last Universal Common Ancestor" y/o "Luka".
La dirección estuvo a cargo de Kim Hong-seon, quien contó con el apoyo del guionista Cheon Seon-gil (천성일).
Mientras que la producción fue realizada por Jung Min-chae y Park Jong-hak, junto al productor ejecutivo Kim Ryun-hee.
En noviembre de 2019 se anunció que el actor Ji Chang-wook estaba en pláticas para unirse a la serie como uno de los personajes maculinos principales, sin embargo más tarde se anunció que había rechazado la oferta.
El 27 de enero de 2021 se realizó al conferencia de prensa en línea, donde asistieron los actores principales Kim Rae-won, Lee Da-hee y Kim Sung-oh, así como el director Kim Hong-seon.
La serie también contó con el apoyo de las compañías de producción "Take One Company" y "H House" y es emitida a través de la tvN.